# InstaDeep
InstaDeep es una startup tunecina especializada en inteligencia artificial, fundada en 2014 por Karim Beguir y Zohra Slim.'
La empresa es especialmente conocida por desarrollar un sistema de alerta temprana para la detección de variantes de COVID-19.

## Historia
InstaDeep fue fundada en 2014 por Karim Beguir, ingeniero politécnico con un título en matemáticas aplicadas de la Universidad de Nueva York, y Zohra Slim, entusiasta de la tecnología y exdirectora de una agencia de comunicación digital. La empresa se centra en el desarrollo de soluciones basadas en inteligencia artificial.
En 2019, InstaDeep recaudó 7 millones de dólares en una ronda de financiación Serie A con AfricInvest y Effort Catalyseur.
En 2020, la empresa expandió sus operaciones abriendo oficinas en Londres, París, Túnez, Lagos, Dubái, Berlín, Boston, Ciudad del Cabo, San Francisco y Kigali.'
En abril de 2021, InstaDeep se convirtió en proveedor oficial de NVIDIA, reconocido por su experiencia en soluciones de inteligencia artificial basadas en GPU.
En agosto de 2022, en colaboración con Google y el Ministerio de Industria de Túnez, InstaDeep organizó "Al Hack Tunisia", el hackatón de inteligencia artificial y aprendizaje automático más grande de la región MENA.
En enero de 2023, BioNTech adquirió InstaDeep por 636 millones de euros.'
En septiembre de 2023, InstaDeep y Gomycode inauguraron una escuela de inteligencia artificial en Tataouine, Túnez, con el objetivo de formar a jóvenes profesionales en tecnologías de IA.
El 18 de junio de 2024, InstaDeep y Syngenta anunciaron una colaboración en el sector agrícola.
En septiembre de 2024, en asociación con Google, InstaDeep lanzó una nueva versión de su plataforma de diseño de chips.

## Desarrollo y colaboraciones
InstaDeep colabora con varias empresas líderes e instituciones de investigación, incluyendo Google DeepMind, Nvidia y la Universidad de Oxford, para desarrollar soluciones avanzadas de inteligencia artificial.''